# Altavas
Altavas  (officiellement municipalité d'Altavas : en hiligaïnon Banwa sang Altavas ; en tagalog : Bayan ng Altavas) est une municipalité de quatrième classe dans la province d’Aklan, aux Philippines.
Lors du recensement de 2020, sa population s'élève à 25 639 habitants.

## Géographie
Altavas est l'une des dix-sept municipalités de la province d'Aklan, sur l'île de Panay, dans la région des Visayas occidentales au centre des Philippines. Elle est située au nord-est de l'île, à 41 kilomètres de Kalibo, chef-lieu de la province, et à 45 kilomètres de Roxas City, chef-lieu de la province voisine, Cápiz.
D'une superficie totale de 109,05 kilomètres carrés, San Lorenzo est divisée administrativement en 14 barangays (districts) :
- Cabangila
- Cabugao
- Catmon
- Dalipdip
- Ginictan
- Linayasan
- Lumaynay
- Lupo
- Man-up
- Odiong
- Poblacion
- Quinasay-an
- Talon
- Tibiao